# Amblyeleotris periophthalmus
Amblyeleotris periophthalmus là một loài cá biển thuộc chi Amblyeleotris trong họ Cá bống trắng. Loài cá này được mô tả lần đầu tiên vào năm 1853.

## Từ nguyên
Từ định danh periophthalmus bắt nguồn từ cách mô tả của tác giả Bleeker là “periophthalmoïdeo”, nghĩa là “giống Periophthalmus”, hàm ý đề cập đến đặc điểm đầu tù và/hoặc mắt lồi của loài cá này tương tự như chi Periophthalmus.

## Phân bố và môi trường sống
A. periophthalmus có phân bố rộng khắp vùng Ấn Độ Dương - Thái Bình Dương, từ vịnh Ba Tư và Đông Phi trải dài đến quần đảo Samoa, và một ghi nhận xa hơn là tại đảo Rapa Iti, ngược lên phía bắc đến Nam Nhật Bản, về phía nam đến Nam Phi và Úc. Các ghi chép về A. periophthalmus ở Biển Đỏ trước đây là chỉ đến Amblyeleotris triguttata.
A. periophthalmus sống ở vùng biển ngoài khơi, đầm phá và cửa sông, được tìm thấy trên nền cát của rạn san hô ở độ sâu khoảng 5–35 m.

## Mô tả
Chiều dài cơ thể lớn nhất được ghi nhận ở A. periophthalmus là 11 cm. Đầu và thân màu trắng hoặc vàng nhạt, có 6 sọc đỏ nâu hoặc nâu cam (dải cuối hình chữ C trên gốc vây đuôi), lốm đốm các vệt nâu/cam ngắn hơn ở khoảng trắng giữa các sọc. Đầu có nhiều đốm đỏ cam, vệt cùng màu ở ngay sau khóe miệng.
Số gai vây lưng: 7; Số tia vây lưng: 12; Số gai vây hậu môn: 1; Số tia vây hậu môn: 11–12; Số gai vây bụng: 1; Số tia vây bụng: 5; Số tia vây ngực: 16–20.

## Sinh thái
A. periophthalmus sống cộng sinh với tôm gõ mõ Alpheus.

## Thương mại
A. periophthalmus là một thành phần trong ngành buôn bán cá cảnh.